# Cambuslang
Cambuslang è una località della Scozia, situata nella contea del Lanarkshire e nell'area di consiglio del Lanarkshire Meridionale.
La cittadina è situata appena a sud del fiume Clyde e a circa 10 km a sud-est del centro di Glasgow. Tradizionalmente è legata allo sfruttamento delle miniere di carbone, ferro e alla lavorazione dell'acciaio. Il Clydebridge Steelworks e altre più piccole manifatture sono rimaste in funzione, ma molti impieghi dell'area vengono dalla distribuzione o dai servizi.

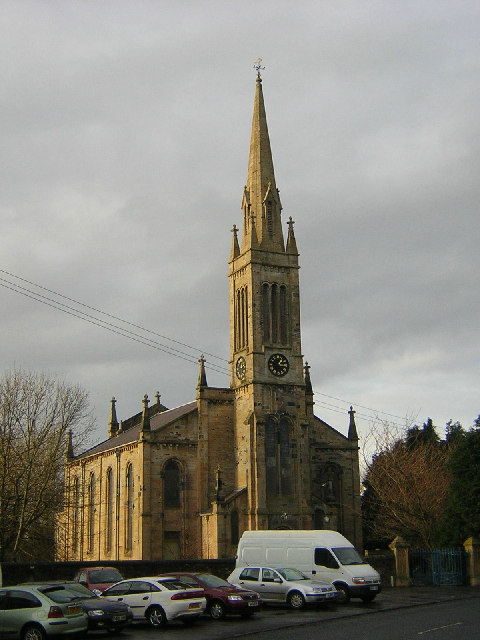
Chiesa parrocchiale di Cambuslang

## Storia
Le origini della parrocchia Kirk di Cambuslang sono tradizionalmente legate alla fondazione da parte di San Cadoc, di un monastero nel VI secolo.  La parrocchia appare nei registri ecclesiastici per la prima volta verso l'anno 1180, in relazione alla baronia.
John Cameron of Lochiel era Rettore di Cambuslang prima di diventare vescovo di Glasgow. Nel 1429, in qualità di vescovo, fece di Cambuslang una prebenda della cattedrale di Glasgow. Il prebendario vedeva, da Cambuslang, la cattedrale di Glasgow, ma la distanza lo forzava a risiedere a Glasgow. Vennero quindi nominati dei vicari per attendere alla parrocchia di Combuslang. Al vicario era assegnata una casa, con relativo giardino di 6 acri (24 000 m²) vicino Kirk, ancora chiamata Vicarland.
Una chiesa post-Riforma venne eretta nel 1626 ed il villaggio di (Kirkhill) crebbe attorno ad essa.

## Galleria d'immagini

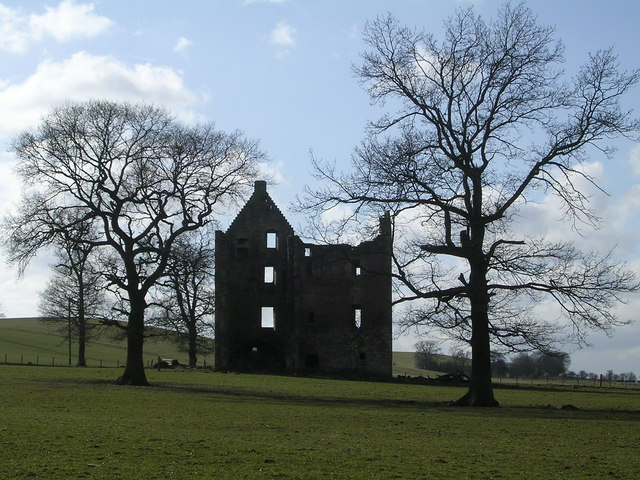
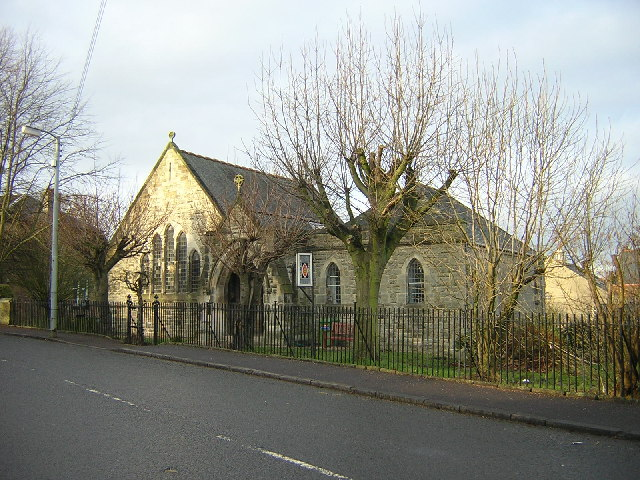
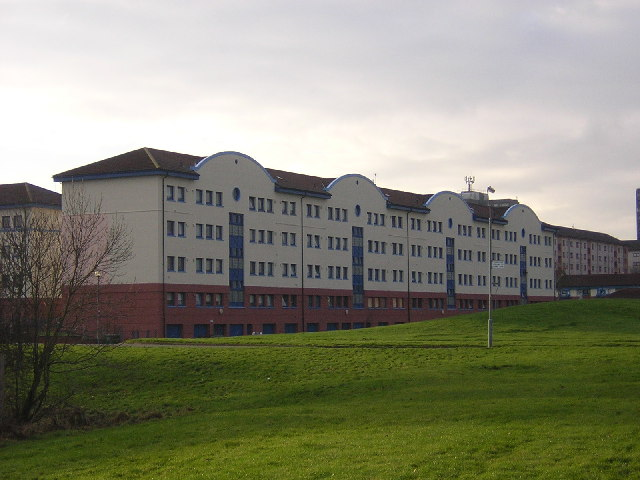
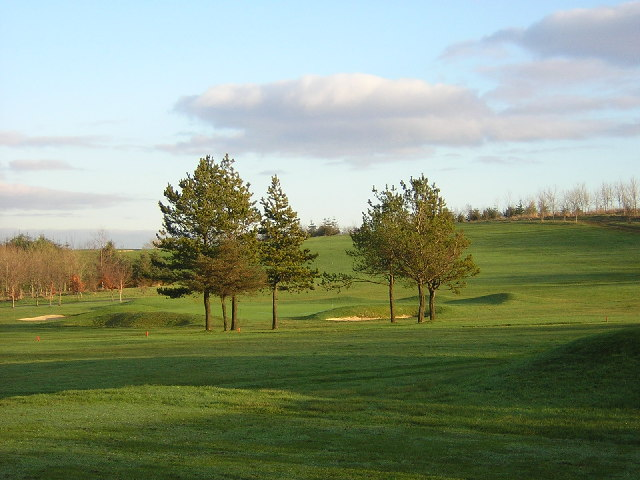
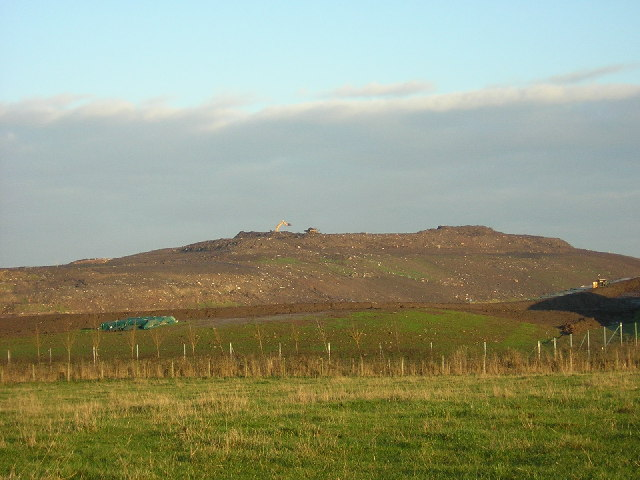